# NGC 4186
NGC 4186 (ook: NGC 4192B) is een spiraalvormig sterrenstelsel in het sterrenbeeld Hoofdhaar. Het hemelobject werd op 11 april 1877 ontdekt door de Duitse astronoom Ernst Wilhelm Leberecht Tempel.

## Synoniemen
- UGC 7240
- MCG 3-31-81
- ZWG 98.111
- VCC 101
- PGC 39057